# 総州屋与兵衛
総州屋 与兵衛（そうしゅうや よへえ、生没年不詳）は、江戸時代の地本問屋。総与とも。

## 来歴
文化から嘉永期に日本橋通2丁目東側で営業している。地本草紙問屋元組（古組）のひとつで、文政7年（1824年）刊行の『江戸買物独案内』に載り、錦絵や草紙類のほか、商品名として千代紙、菓子袋もみえる。喜多川歌麿、歌川豊国、歌川国丸、歌川国芳、歌川芳虎、菊川英山、渓斎英泉の錦絵を出版している。

## 作品
- 喜多川歌麿 『遊君出そめ初衣裳』 大判 文化初期
- 歌川国丸 『新板浮絵江戸東叡山花見之図』 横大判 文化
- 歌川国丸 『神田明神』
- 歌川豊国 『六玉川の内 紀伊 坂東三津五郎』 大判 文化14年
- 歌川芳虎 『お竹如来』
- 菊川英山 『風流青楼美人六玉川』 横大判 錦絵揃物 文化末期
- 菊川英山 『風流雪月花』大判 錦絵揃物 文化末期
- 渓斎英泉 『風流五節美人合』 大判揃物 文化末ころ
- 渓斎英泉 『娘行列大井川之図』 大判3枚続 文政
- 渓斎英泉 『浮絵江戸日本橋市中之図』
- 渓斎英泉 『花姿逢妓合』
- 歌川国芳 『日本名産尽 鯨の解体』 大判3枚続 天保末ころ